# Библиография Говарда Лавкрафта
Библиография Говарда Лавкрафта (1890—1937), американского писателя ужасов и научной фантастики.

## Проза
| Не сохранившиеся произведения выделены цветом. |

| Русскоязычное название                                   | Оригинальное название                                  | Дата написания              | Дата публикации     | Издание                                   | Прим.         |
| -------------------------------------------------------- | ------------------------------------------------------ | --------------------------- | ------------------- | ----------------------------------------- | ------------- |
| «Знатный соглядатай»                                     | The Noble Eavesdropper                                 | 1897                        | не публиковалось    |                                           |               |
| «Маленькая стеклянная бутылка»                           | The Little Glass Bottle                                | 1898-1899                   | 1959                | Arkham House                              | [ 1 ]         |
| «Тайная пещера, или приключения Джона Ли»                | The Secret Cave                                        | 1898                        | 1959                | Arkham House                              |               |
| «Тайна кладбища»                                         | The Mystery of the Graveyard A Dead Man’s Revenge      | 1898                        | 1959                | Arkham House                              | [ 1 ]         |
| «Дом с призраками»                                       | The Haunted House                                      | до 1902                     | не публиковалось    |                                           |               |
| «Секрет могилы»                                          | The Secret of the Grave                                | до 1902                     | не публиковалось    |                                           |               |
| «Джон, Детектив»                                         | John, the Detective                                    | до 1902                     | не публиковалось    |                                           |               |
| «Таинственный корабль»                                   | The Mysterious Ship                                    | 1902                        | 1959                | Arkham House                              |               |
| «Зверь в пещере»                                         | The Beast in the Cave                                  | 21 апреля 1905              | июнь 1918           | The Vagrant                               |               |
| «Картина»                                                | The Picture                                            | 1907                        | не публиковалось    |                                           |               |
| «Алхимик»                                                | The Alchemist                                          | 1908                        | ноябрь 1916         | United Amateur                            |               |
| «Склеп»                                                  | The Tomb                                               | июнь 1917                   | март 1922           | The Vagrant                               |               |
| «Дагон»                                                  | Dagon                                                  | июль 1917                   | ноябрь 1919         | The Vagrant (issue #11)                   |               |
| «Воспоминание о докторе Сэмюэле Джонсоне»                | A Reminiscence of Dr. Samuel Johnson                   | 1917                        | сентябрь 1917       | United Amateur                            |               |
| «Милая Эрменгард»                                        | Sweet Ermengarde                                       | 1919-1921                   | 1943                | Сборник Beyond the Wall of Sleep          |               |
| «Полярная звезда»                                        | Polaris                                                | 1918                        | декабрь 1920        | Philosopher                               |               |
| «Тайна Мардон Грейндж»                                   | The Mystery of Murdon Grange                           | 1918                        | не публиковалось    |                                           |               |
| «За стеной сна»                                          | Beyond the Wall of Sleep                               | 1919                        | октябрь 1919        | Pine Cones                                |               |
| «Память»                                                 | Memory                                                 | 1919                        | 1923                | The National Amateur                      |               |
| «Старый сумасброд»                                       | Old Bugs                                               | июль 1919                   | 1959                | книга The Shuttered Room and Other Pieces |               |
| «Перевоплощение Хуана Ромеро»                            | The Transition of Juan Romero                          | 16 сентября 1919            | 1944                | Marginalia                                |               |
| «Белый корабль»                                          | The White Ship                                         | ноябрь 1919                 | ноябрь 1919         | The United Amateur (Volume 19) #2         |               |
| «Карающий Рок над Сарнатом»                              | The Doom That Came to Sarnath                          | 3 декабря 1919              | июнь 1920           | The Scot                                  |               |
| «Показания Рэндольфа Картера»                            | The Statement of Randolph Carter                       | декабрь 1919                | май 1920            | The Vagrant                               | [ 4 ]         |
| «Улица»                                                  | The Street                                             | конец 1919                  | декабрь 1920        | Wolverine                                 |               |
| «Страшный старик»                                        | The Terrible Old Man                                   | 28 января 1920              | июль 1921           | Tryout                                    |               |
| «Дерево»                                                 | The Tree                                               | 1920                        | октябрь 1921        | The Tryout                                | [ 6 ]         |
| «Кошки Ултара»                                           | The Cats of Ulthar                                     | 15 июня 1920                | ноябрь 1920         | Tryout                                    |               |
| «Храм»                                                   | The Temple                                             | 1920                        | февраль 1925        | Weird Tales                               | [ 7 ]         |
| «Некоторые факты о покойном Артуре Джермине и его семье» | Facts Concerning the Late Arthur Jermyn and His Family | 1920                        | март и июнь 1921    | The Wolverine                             | [ 9 ]         |
| «Картина в доме»                                         | The Picture in the House                               | 12 декабря 1920             | лето 1920           | The National Amateur                      | [ 11 ] [ 12 ] |
| «Жизнь и смерть»                                         | Life and Death                                         | 1920(?)                     | не публиковалось    |                                           |               |
| «Селефаис»                                               | Celephais                                              | начало ноября 1920          | май 1922            | Rainbow                                   |               |
| «Из глубин мироздания»                                   | From Beyond                                            | 16 ноября 1920              | июнь 1934           | The Fantasy Fan                           |               |
| «Ньярлатхотеп»                                           | Nyarlathotep                                           | 1920                        | ноябрь 1920         | The United Amateur                        |               |
| «Забвение»                                               | Ex Oblivione                                           | 1920-1921                   | март 1921           | The United Amateur                        |               |
| «Безымянный город»                                       | The Nameless City                                      | январь 1921                 | ноябрь 1921         | The Wolverine                             |               |
| «Поиск Иранона»                                          | The Quest of Iranon                                    | 28 февраля 1921             | июль-август 1935    | Galleon                                   |               |
| «Лунная топь»                                            | The Moon-Bog                                           | март 1921                   | июнь 1926           | Weird Tales                               |               |
| «Изгой»                                                  | The Outsider                                           | март-август 1921            | апрель 1926         | Weird Tales                               | [ 4 ]         |
| «Иные Боги»                                              | The Other Gods                                         | 14 августа 1921             | ноябрь 1933         | The Fantasy Fan                           |               |
| «Музыка Эриха Цанна»                                     | The Music of Erich Zann                                | декабрь 1921                | март 1922           | National Amateur                          |               |
| «Герберт Уэст — реаниматор»                              | Herbert West-Reanimator                                | октябрь 1921-июнь 1922      | февраль-июль 1922   | Home Brew                                 |               |
| «Гипнос»                                                 | Hypnos                                                 | март 1922                   | май 1923            | National Amateur                          |               |
| «Что вызывает Луна»                                      | What the Moon Brings                                   | 5 июня 1922                 | май 1923            | National Amateur                          |               |
| «Азатот»                                                 | Azathoth                                               | июнь 1922                   | июнь 1938           | Leaves                                    |               |
| «Пёс»                                                    | The Hound                                              | сентябрь 1922               | февраль 1924        | Weird Tales                               |               |
| «Затаившийся Страх»                                      | The Lurking Fear                                       | ноябрь 1922                 | январь-апрель 1923  | Home Brew                                 |               |
| «Крысы в стенах»                                         | The Rats in the Walls                                  | август-сентябрь 1923        | март 1924           | Weird Tales                               | [ 4 ]         |
| «Неименуемое»                                            | The Unnamable                                          | сентябрь 1923               | июль 1925           | Weird Tales                               |               |
| «Праздник»                                               | The Festival                                           | октябрь 1923                | январь 1925         | Weird Tales                               |               |
| «Заброшенный дом»                                        | The Shunned House                                      | 16-19 октября 1924          | октябрь 1937        | Weird Tales                               |               |
| «Ужас в Ред Хуке»                                        | The Horror at Red Hook                                 | 1-2 августа 1925            | январь 1927         | Weird Tales                               |               |
| «Он»                                                     | He                                                     | 11 августа 1925             | сентябрь 1926       | Weird Tales                               |               |
| «В склепе»                                               | In the Vault                                           | 18 сентября 1925            | ноябрь 1925         | Tryout                                    |               |
| «Холод»                                                  | Cool Air                                               | март 1926                   | март 1928           | Tales of Magic and Mystery                |               |
| «Зов Ктулху»                                             | The Call of Cthulhu                                    | лето 1926                   | февраль 1928        | Weird Tales                               | [ 4 ]         |
| «Модель для Пикмана»                                     | Pickman’s Model                                        | сентябрь 1926               | октябрь 1927        | Weird Tales                               |               |
| «Серебряный ключ»                                        | The Silver Key                                         | 1926                        | январь 1929         | Weird Tales                               |               |
| «Загадочный дом на туманном утёсе»                       | The Strange High House in the Mist                     | 9 ноября 1926               | октябрь 1931        | Weird Tales                               |               |
| «Потомок»                                                | The Descendant                                         | 1927                        | 1938                | Leaves                                    |               |
| «Сомнамбулический поиск неведомого Кадата»               | The Dream-Quest of Unknown Kadath                      | 1927                        | 1943                |                                           |               |
| «Случай Чарльза Декстера Варда»                          | The Case of Charles Dexter Ward                        | январь-1 марта 1927         | май-июль 1941       | Weird Tales                               |               |
| «Цвет из иных миров»                                     | The Colour Out of Space                                | март 1927                   | сентябрь 1927       | Amazing Stories                           |               |
| «Очень старый народ»                                     | The Very Old Folk                                      | 2 ноября 1927               | лето 1940           | Scienti-Snaps                             |               |
| «История Некрономикона»                                  | History of the Necronomicon                            | 1927                        | 1938                |                                           |               |
| «Ибид»                                                   | Ibid                                                   | 1927-1928                   | январь 1938         | O-Wash-Ta-Nong                            | [ 26 ]        |
| «Ужас Данвича»                                           | The Dunwich Horror                                     | 1928                        | апрель 1929         | Weird Tales                               |               |
| «Шепчущий во тьме»                                       | The Whisperer in Darkness                              | 24 февраля-26 сентября 1930 | август 1931         | Weird Tales                               |               |
| «Хребты Безумия»                                         | At the Mountains of Madness                            | февраль-22 марта 1931       | февраль апрель 1936 | Astounding Stories                        |               |
| «Тень над Иннсмутом»                                     | The Shadow Over Innsmouth                              | ноябрь(?)-3 декабря 1931    | ноябрь-декабрь 1931 | Fantasy Publishing Company                |               |
| «Грёзы в ведьмовском доме»                               | The Dreams in the Witch-House                          | январь-28 февраля 1932      | Июль 1933           | Weird Tales                               |               |
| «Тварь на пороге»                                        | The Thing on the Doorstep                              | 21-24 августа 1933          | январь 1937         | Weird Tales                               |               |
| «Зловещий священник»                                     | The Evil Clergyman                                     | 1933                        | 1939                | Weird Tales                               |               |
| «Книга»                                                  | The Book                                               | 1933                        | 1938                | Leaves                                    |               |
| «За гранью времён»                                       | The Shadow Out of Time                                 | ноябрь 1934-март 1935       | Июль 1936           | Astounding Science Fiction                |               |
| «Обитающий во Тьме»                                      | The Haunter of the Dark                                | ноябрь 1935                 | декабрь 1936        | Weird Tales                               |               |

1. ↑  Рассказ был опубликован под псевдонимом Хэмфри Литтлвит, эсквайр (англ. Humphry Littlewit, Esq).
2. ↑  Произведение было посвящено Роберту Блоху.

### Написанное в соавторстве
| Русскоязычное название        | Оригинальное название               | Дата написания           | Дата публикации    | Соавторы                                         |
| ----------------------------- | ----------------------------------- | ------------------------ | ------------------ | ------------------------------------------------ |
| «Зелёный Луг»                 | The Green Meadow                    | 1918-1919                | весна 1927         | Уинифред Джексон                                 |
| «Поэзия и Боги»               | Poetry and the Gods                 | 1920                     | сентябрь 1920      | Анна Хелен Крофтс                                |
| «Крадущийся Хаос»             | The Crawling Chaos                  | 1920-1921                | апрель 1921        | Уинифред Джексон                                 |
| «Ужас на Мартинз Бич»         | The Horror at Martin’s Beach        | июнь 1922                | ноябрь 1923        | Соня Грин                                        |
| «Четвёртый час»               | Four o’clock                        | 1922                     | 1922               | Соня Грин                                        |
| «Пепел»                       | Ashes                               | 1923                     | март 1924          | К. М. Эдди                                       |
| «Пожиратель призраков»        | The Ghost-Eater                     | 1923                     | апрель 1924        | К. М. Эдди                                       |
| «Возлюбленные мертвецы»       | The Loved Dead                      | 1923                     | май-июнь-июль 1924 | К. М. Эдди                                       |
| «Погребённый с фараонами»     | Imprisoned with the Pharaohs        | февраль-март 1924        | май-июль 1924      | Гарри Гудини                                     |
| «Слепоглухонемой»             | Deaf, Dumb, and Blind               | 1924(?)                  | апрель 1925        | К. М. Эдди                                       |
| «Две черные бутылки»          | Two Black Bottles                   | июль-октябрь 1926        | август 1927        | Уилфред Бланч Толмэн                             |
| «Нечто в лунном свете»        | The Thing in the Moonlight          | 25 ноября 1927           | 1941               | Дж. Чепмен Миск                                  |
| «Последний опыт»              | The Last Test                       | 1927                     | ноябрь 1928        | Адольф Де Кастро                                 |
| «Проклятие Йига»              | The Curse of Yig                    | 1928                     | ноябрь 1929        | Зелия Бишоп                                      |
| «Электрический палач»         | The Electric Executioner            | 1929(?)                  | август 1930        | Адольф Де Кастро                                 |
| «Курган»                      | The Mound                           | декабрь 1929-начало 1930 | ноябрь 1940        | Зелия Бишоп                                      |
| «Локон Медузы»                | Medusa’s Coil                       | май 1930                 | январь 1939        | Зелия Бишоп                                      |
| «Ловушка»                     | The Trap                            | конец 1931               | март 1932          | Генри Уайтхед                                    |
| «Ботон»                       | Bothon                              | 1932                     | август 1946        | Генри Уайтхед, возможно также Август Дерлет      |
| «Каменный человек»            | The Man of Stone                    | 1932                     | октябрь 1932       | Хейзел Хелд                                      |
| «Ужас в музее»                | The Horror in the Museum            | октябрь 1932             | июль 1933          | Хейзел Хелд                                      |
| «Врата серебряного ключа»     | Through the Gates of the Silver Key | октябрь 1932-апрель 1933 | июль 1934          | Эдгар Хоффман Прайс                              |
| «Крылатая смерть»             | Winged Death                        | 1933                     | март 1934          | Хейзел Хелд                                      |
| «Вне времени»                 | Out of the Aeons                    | 1933                     | апрель 1935        | Хейзел Хелд                                      |
| «Сокровище зверя-чародея»     | The Hoard of the Wizard-Beast       | 1933                     | 1933               | Р. Х. Барлоу                                     |
| «Убиение чудовища»            | The Slaying of the Monster          | 1933                     | 1933               | Р. Х. Барлоу                                     |
| «Ужасы старого кладбища»      | The Horror in the Burying-Ground    | 1933-1935                | май 1937           | Хейзел Хелд                                      |
| «Битва, завершившая столетие» | The Battle that Ended the Century   | июнь 1934                | июнь 1934          | Р. Х. Барлоу                                     |
| «Дерево на холме»             | The Tree on the Hill                | май 1934                 | сентябрь 1940      | Дуэйн У. Римель                                  |
| «Волшебство Афлара»           | The Sorcery of Aphlar               | 1934                     | 1934               | Дуэйн У. Римель                                  |
| «Переживший человечество»     | Till A’the Seas                     | январь 1935              | лето 1935          | Р. Х. Барлоу                                     |
| «Коллапсирующий космос»       | Collapsing Cosmoses                 | июнь 1935                | 1938               | Р. Х. Барлоу                                     |
| «Вызов извне»                 | The Challenge from Beyond           | август 1935              | сентябрь 1935      | К. Л. Мур, А. Меррит, Р. И. Говард, и Ф. Б. Лонг |
| «Эксгумация»                  | The Disinterment                    | сентябрь 1935            | январь 1937        | Дуэйн У. Римель                                  |
| «Дневник Алонсо Тайпера»      | The Diary of Alonzo Typer           | октябрь 1935             | февраль 1938       | Уильям Ламли                                     |
| «В стенах Эрикса»             | In the Walls of Eryx                | январь 1936              | октябрь 1939       | Кеннет Стерлинг                                  |
| «Ночной океан»                | The Night Ocean                     | осень(?) 1936            | зима 1939          | Р. Х. Барлоу                                     |

### ДописанноеАвгустом Дерлетомпосле смерти Г.Ф.Лавкрафта
| Русскоязычное название                                | Оригинальное название            | Дата публикации | Издание                                    | Прим.         |
| ----------------------------------------------------- | -------------------------------- | --------------- | ------------------------------------------ | ------------- |
| «Затаившийся у порога» «Таящийся у порога»            | The Lurker at the Threshold      | 1945            | Отдельная книга                            | [ 32 ] [ 33 ] |
| «Единственный наследник»                              | The Survivor                     | июль 1954       | журнал «Weird Tales»                       | [ 34 ]        |
| «День Уэнтворта»                                      | Wentworth’s Day                  | 1957            | сборник «Единственный наследник»           | [ 35 ]        |
| «Наследство Пибоди»                                   | The Peabody Heritage             | 1957            | сборник «Единственный наследник»           | [ 36 ]        |
| «Окно в мансарде» «Слуховое окно»                     | The Gable Window The Murky Glass | май 1957        | журнал «Saturn»                            | [ 36 ]        |
| «Предок»                                              | The Ancestor                     | 1957            | сборник «Единственный наследник»           | [ 37 ]        |
| «Пришелец из космоса» «Тень из Космоса»               | The Shadow Out Of Space          | 1957            | сборник «Единственный наследник»           | [ 37 ]        |
| «Лампа Альхазреда»                                    | The Lamp of Alhazred             | 1957            | сборник «Единственный наследник»           | [ 38 ]        |
| «Запертая комната» «Комната с заколоченными ставнями» | The Shuttered Room               | 1959            | сборник «Комната с заколоченными ставнями» | [ 38 ]        |
| «Риф Дьявола» «Рыбак с Соколиного мыса»               | The Fisherman of Falcon Point    | 1959            | сборник «Комната с заколоченными ставнями» | [ 39 ]        |
| «Ведьмин лог» «Ведьмина лощина»                       | Witches' Hollow                  | 1962            | антология «Тёмный разум, тёмное сердце»    | [ 39 ]        |
| «Тень в мансарде» «Тень на чердаке»                   | The Shadow In the Attic          | 1964            | антология «За пределом»                    | [ 39 ]        |
| «Ночное братство» «Тёмное братство»                   | The Dark Brotherhood             | 1966            | сборник «Ночное братство»                  | [ 40 ]        |
| «Ужас среднего пролёта» «Тайна среднего пролёта»      | The Horror from the Middle Span  | 1967            | Сборник «Странники в ночи»                 | [ 41 ]        |
| «Инсмутская глина» «Иннсмутская глина»                | Innsmouth Clay                   | 1971            | антология «Тёмные твари»                   | [ 41 ]        |
| «Наблюдатели» «Наблюдающие Извне»                     | The Watchers Out of Time         | 1974            | сборник «Наблюдатели»                      | [ 41 ]        |

1. ↑  При создании повести Дерлет объединил два наброска Лавкрафта в одно произведение. Повесть была написана в 1945 году. Из 50 тыс. слов окончательного текста около 1200 принадлежат Лавкрафту.

## Поэзия
- Грибы с Юггота (Fungi from Yuggoth)
- Древний след (The Ancient Track)

## Философские работы
- Старая Англия и «Hyphen» (Old England and the «Hyphen») 1916
- Революционная Мифология (Revolutionary Mythology) 1916
- Merlinus Redivivus 1918

## Научные работы
- Сверхъестественный ужас в литературе (Supernatural Horror in Literature) — Ноябрь 1925 — Май 1927
- Луна (The Moon) — 1903